# My Brother the Wind
My Brother The Wind ist ein Jazzalbum von Sun Ra and His Astro Infinity Arkestra. Die 1969 entstandenen Aufnahmen erschienen ab 1970 in mehreren Auflagen als Langspielplatte bei Saturn Research. Ab 2014 wurde das Album auf Cosmic Myth Records unter dem Titel „My Brother The Wind Vol. 1“ als LP und Download wiederveröffentlicht.

## Hintergrund
My Brother the Wind, veröffentlicht von Sun Ra im Jahr 1970, ist das erste von mehreren Alben, die Sun Ras frühe Beschäftigung mit dem kurz zuvor eingeführten Moog-Synthesizer dokumentieren. Es entstand möglicherweise im Variety Studio in New York City. Innerhalb weniger Jahre wurde seine Erkundung auf mehreren nachfolgenden Alben wie My Brother the Wind Vol. 2, The Night of the Purple Moon, Space Probe und The Solar-Myth Approach fortgesetzt. Auch wenn auf den meisten Exemplaren der Cover der damaligen Saturn-LPs das Astro Infinity Arkestra zu lesen ist, waren tatsächlich nur drei Sidemen des Bandleaders bei dieser Session dabei – Marshall Allen, John Gilmore und Danny Davis. Bei der Aufnahme wurde er zudem unterstützt durch den klassisch trainierten Pianisten und Komponisten Gershon Kingsley, der sich schon seit 1964 mit den Synthesizers von Robert Moog beschäftigt hatte und für Sun Ra als Programmierer und technischer Berater fungierte. Sun Ra wollte mit dem Moog keine existierende Musik reproduzieren; vielmehr sah er das Gerät (und elektronische Instrumente im Allgemeinen) als „futuristisch“ an, was ihm Möglichkeiten bot, klanglich neue „Galaxien zu durchqueren“, meinte Reissue-Produzent Irwin Chusid.
Die 2017 erschienene Neuausgabe des Albums enthielt neben den ursprünglich vier Stücken der LP My Brother the Wind (Saturn-Katalog-Nr. 521), des Weiteren als Tracks 5 bis 7 drei vollständige Session-Aufnahmen von „The Perfect Man“. Die dritte und letzte vollständige Aufnahme dieses Stücks wurde 1974 auf der B-Seite der Saturn-Single ES 537 veröffentlicht, 1983 auf Saturn 9/7474 neu aufgelegt und im September 1996 auf dem Evidence 2-CD-Edition Singles. Die beiden weiteren Versionen von „The Perfect Man“ sind zuvor nicht veröffentlicht worden. Track 8 ist das ausgedehnte „Space Probe“, ein Solowerk Ra auf dem Moog-Synthesizer, das ungefähr zur gleichen Zeit aufgenommen wurde – und möglicherweise auf einem Moog Minimoog aufgeführt wurde. Dieser Titel wurde ursprünglich 1974 auf der Saturn LP Space Probe veröffentlicht, die in den 1970er-Jahren in einer Reihe von Konfigurationen erschienen war. Bei mindestens einer Edition der LP war auf der Rückseite des Covers eine maschinengeschriebene Karte angebracht, auf der behauptet wurde, „Space Probe“, beschrieben als „moog [sic] Solo“, sei „in Chicago 1960 aufgenommen“ worden – bestenfalls eine phantasievolle Behauptung, so Irwin Chusid.
Die LP- und CD-Ausgaben von 2017 enthalten Begleittexte des Moog-Historikers Brian Kehew. Historische und technische Liner Notes lieferte Jazzhistoriker Ben Young zu, der das Album mit Joe Lizzi, seinem Partner bei Triple Point Records, restauriert und remastert hat. Beide Männer wurden für ihre Produktionsarbeit zu Holy Ghost (2005) von Albert Ayler mit einer Grammy-Nominierung ausgezeichnet.

## Titelliste

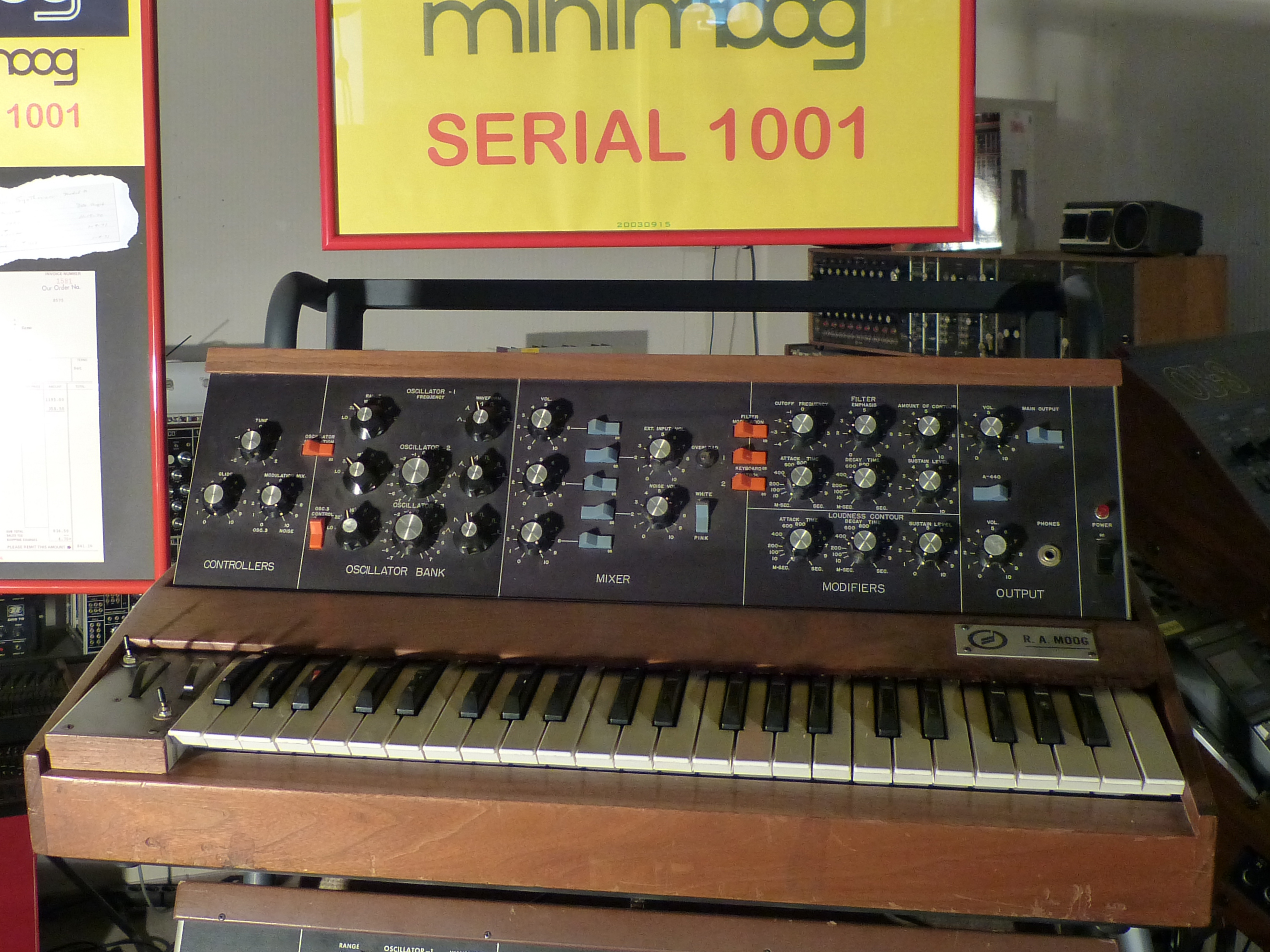
Der erste Moog Minimoog

- Sun Ra: My Brother the Wind (Saturn Research Wind ESR 521)[3]

1. My Brother the Wind
2. Intergalactic II
3. To Nature’s God
4. The Code of Interdependence

Die Kompositionen stammen von Sun Ra.
- Sun Ra: My Brother the Wind, Vol. 1 (Cosmic Myth Records)

1. My Brother the Wind 2:41
2. Intergalactic II 8:57
3. To Nature’s God 4:34
4. Code of Interdependence 16:43
5. The Perfect Man (Alternate Take 1) 3:21
6. The Perfect Man (Alternate Take 2) 4:24
7. The Perfect Man (Single Version) 4:59
8. Space Probe 17:46

## Rezeption
Sean Westergaard verlieh dem Album in Allmusic vier Sterne und schrieb, während der Fokus bei Night of the Purple Moon auf komponierten Nummern lag, sei My Brother the Wind eine viel freiere Session. Das Titelstück wurde nur von Ra auf seinen zwei MiniMoogs und Gilmore am Schlagzeug dargeboten. Einer der Moog-Synthesizer hatte eine Bass-Typ-Einstellung, während der andere so etwas wie pfeifendes weißes Rauschen erzeugt habe. Für die, die auf die sogenannte „out“-Seite von Sun Ra stehen und sein einzigartiges und unorthodoxes Moog-Spiel mögen, sei dieses Album empfehlenswert.
Während der Moog-Synthesizer als neuartiges Gerät wahrgenommen wurde, das von Leuten wie den Monkees und den Beatles eingesetzt werden sollte, sei er in den Händen von Sun Ra selbst zur „Stimme des Weltraums“ geworden, schrieb Andy Beta in Vulture. In einem Down-Beat-Artikel aus dieser Zeit habe Sun Ra bemerkt: „Einige Musiker halten elektronische Instrumente weiterhin für Spielereien und Spielzeug … [aber] der Moog-Synthesizer in seinem Potenzial und seiner Anwendung für und für die Zukunft hat einen enormen Umfang.“ My Brother the Wind markiere Ras erste Begegnung mit dem Moog und bringe das neuartige Gerät in die tiefsten Winkel des Weltraums.
My Brother the Wind aus dem Jahr 1969 dokumentiere, dass Sun Ra auch als ein sehr früher Benutzer des Moog-Synthesizers diesen „gewohnt ideenreich bedient“. Der Titel „Space Probe“ sei „die vielleicht steilste Vorstellung am Gerät“ meint David Mochida Krispel im Falter.
Sean Kitching schrieb in The Quietus, von den beiden Bänden von My Brother the Wind sei der erste Teil bei weitem der experimentellste und als solcher nicht als erste Auseinandersetzung mit seiner Musik zu empfehlen. Es enthalte jedoch einiges faszinierendes Material, darunter den seltsam amorphen Groove von „The Perfect Man“ und das 17-minütige  „Space Probe“, ein Stück, in dem Sun Ra in den Weltraum startet. ;Man werde dieses Album vielleicht nicht oft spielen, aber als früher Electronica-Freak, der voll und ganz ins Unendliche blicke, braucht es einige Zumutungen.